# Kapoeta
Kapoeta è un centro abitato del Sudan del Sud, situato nello Stato di Namorunyang.